# Bahula
Bahula è una suddivisione dell'India, classificata come census town, di 16.264 abitanti, situata nel distretto di Bardhaman, nello stato federato del Bengala Occidentale. In base al numero di abitanti la città rientra nella classe IV (da 10.000 a 19.999 persone).

## Geografia fisica
La città è situata a 23° 39' 24 N e 87° 11' 23 E.

## Società

### Evoluzione demografica
Al censimento del 2001 la popolazione di Bahula assommava a 16.264 persone, delle quali 8.920 maschi e 7.344 femmine. I bambini di età inferiore o uguale ai sei anni assommavano a 2.137, dei quali 1.079 maschi e 1.058 femmine. Infine, coloro che erano in grado di saper almeno leggere e scrivere erano 9.489, dei quali 6.051 maschi e 3.438 femmine.